# Абрамович, Анте (лесовод)
Анте Абрамович (хорв. Ante Abramović; 20 июня 1889, Ветово — 16 ноября 1967, Загреб) — хорватский лесовод. Президент Хорватского лесного общества.

## Биография
После окончания учёбы в гимназии в городе Славонска-Пожега, он переехал в Загреб, где в 1912 году закончил лесную академию. Получив лесоводческое образование, он работал экспертом по лесному хозяйству в районных управлениях городов Врбовско, Подравска Слатина и Самобор, а также в высших руководящих учреждениях лесного хозяйства в Загребе. С 1914 по 1929 год Абрамович управлял лесами земельных общин Врбовского района. Войдя в совет директоров югославской лесной ассоциации и став президентом Хорватского лесного общества, он инициировал электрификацию и строительство водопровода в Врбовско и Равна-Горе.